# Économie de la Lituanie
L'économie de la Lituanie est l'économie des pays baltes qui entretenait les relations commerciales les plus importantes avec la Russie, mais depuis la chute du bloc de l'Est, le pays a dû faire face à une crise liée à la réorganisation de son économie jusqu'en 1995. Puis le pays a connu globalement une période de croissance jusqu'en 2008, où le pays connait un important chômage ainsi qu'un déficit budgétaire élevé.

## Histoire

Évolution du PIB réel par habitant en Estonie, Lettonie et Lituanie depuis 1973.

### L'héritage soviétique
L'ère soviétique conduisit la Lituanie à une intense industrialisation, et à son intégration économique au sein de l'Union soviétique. Le niveau technologique, et les préoccupations de l'État pour l'environnement, la santé, la protection des travailleurs, fussent faible par rapport à l'occident. L'urbanisation a crû de 39 % en 1959 à 68 % en 1989.

### Années 1990

Part du secteur privé dans le PIB de 1995 à 2008.

La chute de l'Union soviétique a apporté des changements majeurs dans l'économie lituanienne ; de nombreuses entreprises ont été fermées ou privatisées. De nombreuses relations commerciales ont été rompues par l'instauration de nouvelles frontières. Les productions industrielles et agricoles ont baissé. Le chômage a atteint plus de 20 %, et une hyper-inflation s'est mise en place, atteignant en 1992 près de 1 400 %.
L'économie de la Lituanie redémarra lentement, par de nombreuses privatisations faisant passer peu à peu le pays d'une économie planifiée à une économie libérale. En 1992, est mis en place le talonas, une monnaie temporaire qui remplace le rouble, et en 1993, le litas est introduit. La même année, le pays est membre du Fonds monétaire international, et reçoit rapidement des prêts de 300 millions de $ du FMI et de la banque mondiale.
En 1998, l'économie avait survécu aux premières années d'incertitudes, et de chocs, dont une crise bancaire, et paraissait orientée vers une croissance solide. Mais l'effondrement du rouble russe en août 1998 renvoya l'économie dans une phase de récession, et força la réorientation du commerce et les exportations de la Russie vers les pays occidentaux. En 1997, les exportations vers les anciennes républiques d'URSS formaient 45 % du total. Aujourd'hui, ils ne représentent plus que 19 % du total, tandis que ceux à destination de l'Union européenne à 25 sont de 71 %. Le gouvernement de 1999, sous la direction du Premier ministre Andrius Kubilius arriva à contrôler l'énorme déficit budgétaire en plein milieu de la crise, et tous les gouvernements suivants poursuivirent cette discipline fiscale.

### Années 2000

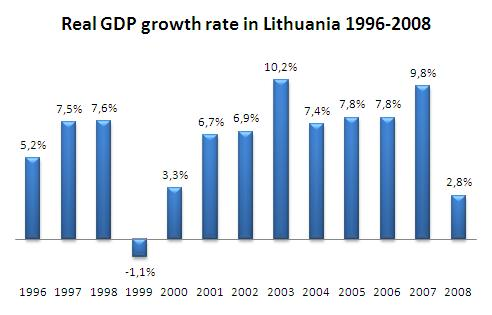
Croissance du PIB entre 1996 et 2008.

L'économie de la Lituanie a connu l'une des croissances les plus rapides dans le monde entre 1998 et 2008. Depuis l'an 2000, le PIB a presque doublé avec un taux de croissance de 77 %. Cette croissance est notamment dû à l'intégration du pays dans l'Organisation mondiale du commerce en 2001 et dans l'Union européenne en 2004, qui ont permis une plus grande circulation de la main-d'œuvre, des capitaux et du fret. Le PIB de la Lituanie a ainsi crue de 5,9 % en 2001, tiré notamment par les secteurs du bâtiment, de la banque et des industries légères et de 9,7 % en 2003. Le chômage s'établit, en 2001, à 3,9 %.
Le cumul des investissements directs à l'étranger était en 2004 de 4,25 milliards € soit une augmentation de 4,9 % par rapport à 2003. Les principaux investisseurs sont le Danemark, la Suède, l'Allemagne, l'Estonie, les États-Unis et la Finlande. Plus de 60 % des investissements directs à l'étranger au profit de la Lituanie vient des pays de l'Europe des 15. En 2003, en comparaison avec 2002, l'IDE venant de l'Europe des 15 a augmenté de 10 % soit 2,5 milliards €.
Cependant cette expansion économique rapide a entraîné de l'inflation et un déséquilibre de la balance des paiements. Ainsi, en 2003 le déficit de la balance des paiements a été à 1,06 milliard €, soit 6,6 % du PIB. Le pays est cependant touché par une crise en 2008, qui touche essentiellement l'immobilier, la construction et le commerce de détail. Le secteur de la construction a ainsi diminué de 46,8 % au cours des trois premiers trimestres de 2009 et l'effondrement du commerce de détail a été de près de 30 % sur la même période. Le PIB a chuté de 15,7 % au cours des neuf premiers mois de 2009. Depuis le troisième trimestre 2009, le PIB a cependant augmenté de 6,1 % par rapport au trimestre précédent, et ceux pour la première fois depuis cinq trimestres consécutifs.

## Monnaie
La monnaie de la Lituanie était le litas depuis 1993 jusqu'à fin de 2014. Depuis 2015 la monnaie de la Lituanie est Euro.
La Lituanie est candidate à l’adoption de l'euro depuis son adhésion à l'Union européenne en 2004. En mai 2006, la Commission européenne annonce que la Lituanie ne remplit pas tous les critères de convergence requis pour entrer dans la zone euro : le taux d'inflation annuel est en effet de 2,7 %, ce qui excède de 0,1 % le maximum autorisé.
En raison de la sévère crise économique qui touche le pays en 2008-2009, l'objectif du gouvernement pour l'entrée dans la zone euro est repoussée à 2014. Le gouvernement de centre-droit d'Andrius Kubilius mène une politique d'austérité budgétaire afin de remplir au plus vite les critères de convergence. L'objectif d'adoption de la monnaie unique en 2014 est jugée en mars 2011 réaliste par le président de l'Eurogroupe, Jean-Claude Juncker, qui déclare : « Je suis tout à fait confiant. La Lituanie sera capable d'atteindre les objectifs qu'elle s'est fixés. ». Toutefois, au 1er janvier 2015, la Lituanie a adopté l'euro.

## Pauvreté
Près de 30 % de la population lituanienne vivent dans la pauvreté en 2020.

## Croissance économique

### Données
| Année | 1990 | 1991 | 1992 | 1993 | 1994 | 1995 | 1996  | 1997  | 1998  | 1999   |
| ----- | ---- | ---- | ---- | ---- | ---- | ---- | ----- | ----- | ----- | ------ |
| Taux  | ?    | ?    | ?    | ?    | ?    | ?    | 5,2 % | 7,5 % | 7,6 % | -1,1 % |

| Année | 2000  | 2001  | 2002  | 2003   | 2004  | 2005  | 2006  | 2007  | 2008  | 2009    |
| ----- | ----- | ----- | ----- | ------ | ----- | ----- | ----- | ----- | ----- | ------- |
| Taux  | 3,3 % | 6,7 % | 6,9 % | 10,2 % | 7,4 % | 7,8 % | 7,8 % | 9,8 % | 2,9 % | -14,8 % |

| Année | 2010  | 2011 (prévision) | 2012 (prévision) | 2013 (prévision) | 2014 | 2015 (prévision) |
| ----- | ----- | ---------------- | ---------------- | ---------------- | ---- | ---------------- |
| Taux  | 1,4 % | 6,1 %            | 3,4 %            | 3,8 %            | 2,7% | 2,6 à 2,9 %      |

## Emploi et chômage

### Données chiffrées

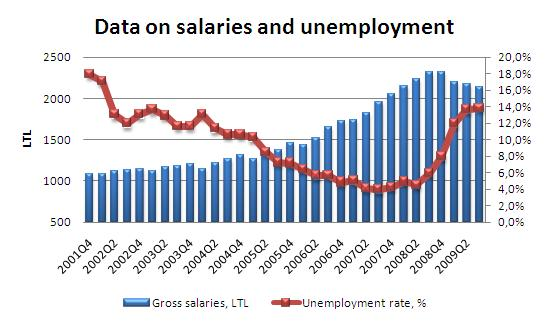
Taux de chômage et salaire moyen entre 2001 et 2009.

| Année | 1990 | 1991 | 1992 | 1993 | 1994 | 1995 | 1996 | 1997 | 1998   | 1999   |
| ----- | ---- | ---- | ---- | ---- | ---- | ---- | ---- | ---- | ------ | ------ |
| Taux  | ?    | ?    | ?    | ?    | ?    | ?    | ?    | ?    | 13,2 % | 13,7 % |

| Année | 2000   | 2001   | 2002   | 2003   | 2004   | 2005  | 2006  | 2007  | 2008  | 2009   |
| ----- | ------ | ------ | ------ | ------ | ------ | ----- | ----- | ----- | ----- | ------ |
| Taux  | 16,4 % | 16,5 % | 13,5 % | 12,5 % | 11,4 % | 8,3 % | 5,6 % | 4,3 % | 5,8 % | 13,7 % |

| Année | 2010   | 2011 | 2012 |
| ----- | ------ | ---- | ---- |
| Taux  | 17,8 % |      |      |

### Analyse
En 2008, Le nombre de personnes en âge de travailler (15 ans et plus) est de 2,85 millions, dont 1,52 million avait un emploi. 35 % de cette population soit 0,54 million, avait reçu un enseignement supérieur. La Lituanie est ainsi l'un des pays ayant une population active très éduquée. Environ 90 % des Lituaniens connaissent au moins une langue étrangère, une personne sur deux parle deux langues étrangères et une personne sur trois parle anglais.
Entre 1998 et 2008, les salaires ont plus que doublé en Lituanie. Malgré cela, les coûts du travail en Lituanie sont parmi les plus bas de l'UE. La moyenne des salaires mensuels est, au troisième trimestre 2009, de 482 €.
Depuis l'année 2001, le taux de chômage a diminué, passant de près de 20 % à moins de 4 % en 2007, dû à une augmentation du nombre de postes et à une forte émigration. Cette émigration est liée à l'intégration de la Lituanie dans l'Union européenne, elle s'est dirigée essentiellement vers la Grande-Bretagne, l'Irlande et le Danemark. Toutefois, depuis la crise économique, le taux de chômage a grimpé à 13,8 %, au troisième trimestre de 2009.

## Commerce extérieur

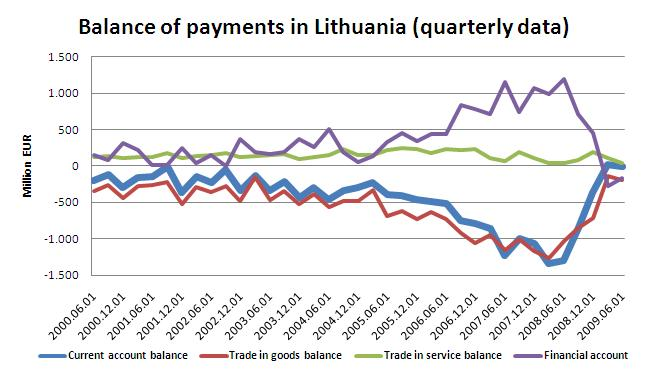
La balance des paiements de 2000 à 2009.

L'Union européenne est le principal partenaire commercial de la Lituanie avec 58 % des importations et 64 % des exportations en 2009. La Communauté des États indépendants est la deuxième ensemble économique qui commerce le plus avec la Lituanie, avec 34 % des importations et 23 % des exportations. La grande majorité des produits de base, le pétrole, le gaz et les métaux doivent être importés de Russie. Pour cette raison, la Russie est le premier partenaire à l'importation de la Lituanie.
Les partenaires principaux d'exportation sont : la Suisse (11,7 % des exportations totales), la Russie (10,1 %), l'Allemagne (9,9 %) et la Lettonie 9,7 %). Les partenaires principaux pour l'importation sont : la Russie (22,1 % des importations totales), l'Allemagne (16,1 %), la Pologne (5,2 %) et l'Italie (4,3 %).

## Budget et dette de l'État
Selon les données du Ministère de Finances, en 2003 le déficit du budget de l'État était de 269 millions EUR soit 1,7 % de PIB. Les facteurs principaux qui ont contribué à ce faible déficit, ont été l'amélioration de la collecte et de la perception des impôts sur les revenus et la croissance de l'économie. Les revenus de l'État en 2003 étaient de 3,25 milliards €.
D'après le ministère des finances, la dette totale publique ont atteint 3,8 milliards € au début de l'année 2004. La dette envers les pays étrangers est 2,18 milliards d'euros soit 57 % de la dette totale, soit 13,5 % du PIB.

## Secteurs économique

### Agriculture

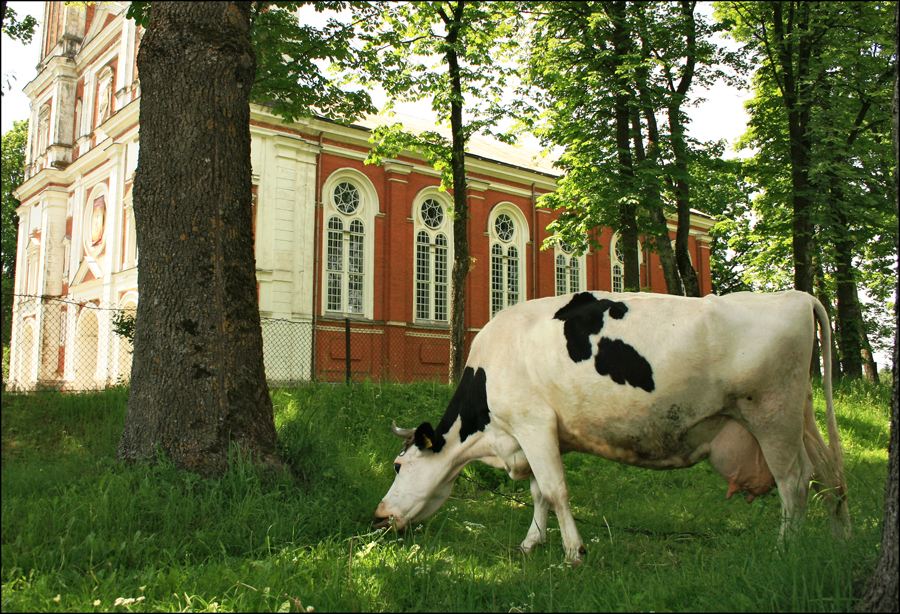
Église Saint-Jean-Baptiste et vache laitière à Seredžius en juin 2010.

Depuis 1949-52, les soviets supprimèrent la propriété privée de la terre agricole, créant des fermes collectives et d'État. La production chuta et ne revint à son niveau d'avant-guerre qu'au début des années 1980. La production agricole soviétique doubla, cependant, par la mécanisation et une fertilisation intensive, ce qui suscita de nouveaux problèmes écologiques. Ceci changea après l'indépendance, mais la production fermière chuta en raison des difficultés de restructuration du secteur agricole.
L'agriculture et la sylviculture représentaient en 1995 encore 11,5 % du PIB, mais en 2007, ces deux secteurs ne représentaient que 4,5 % du PIB, entre ces deux dates, l'emploi agricole étant passé de 270 000 à 170 000.
Selon le Département des Statistiques, en 2003 les secteurs de l'agriculture, de la chasse et de l'exploitation des forêts ont créé une valeur ajoutée de 0,9 milliard € soit 6,1 % de PIB. Le secteur emploie près de 8 % de la population active. La superficie cultivée a été de 1,8 million d'hectares en 2008, soit 44,8 % du territoire lituanien. Les principales cultures sont le blé et le triticale, alors que le cheptel bovin et avicole a fortement diminué depuis 1990, le pays comptait en 2009, 395 000 vaches laitières et 9,1 millions de volailles. La consommation agroalimentaire a aussi changé depuis 1990, la population a consommé 30 % légumes en plus en 2008 qu'en 1992, pour avoir une consommation de 86 kg de légumes par an et par habitant. De même, la consommation de viande en 2008 est en augmentation de + 23 % par rapport à 1992, pour s'établir à 81 kg par an et par habitant. Alors que de l'autre côté, la consommation de lait et de produits laitiers a diminué de 21 % pour s'établir à 268 kg par an et par habitant, et que la consommation de pain et de produits céréaliers a diminué de 19 % pour s'établir à 114 kg par an et par habitant.

### Énergie

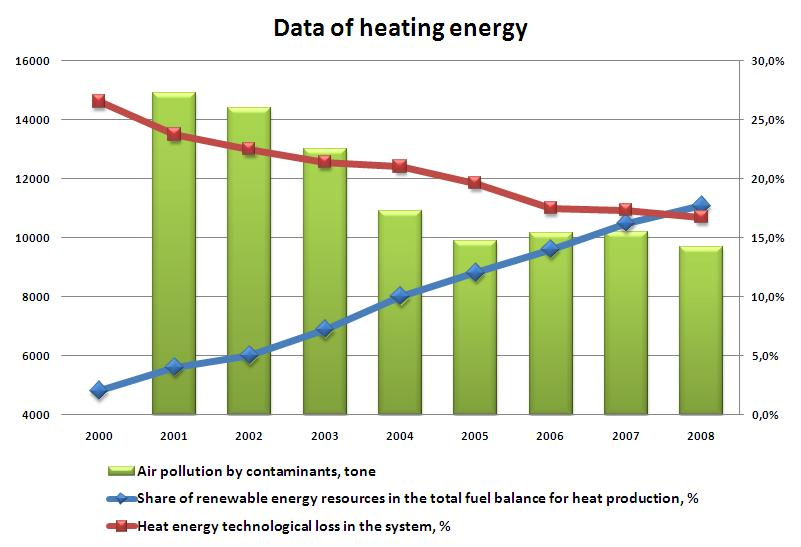
Graphique montrant la part des énergies renouvelables dans la production énergique, l'efficacité énergétique et la pollution de l'air entre 2000 et 2008.

La consommation d'énergie en Lituanie est de 8,6 millions de tonnes d'équivalent pétrole (Mtep) par an, soit environ de 2,5 tonnes d'équivalent pétrole par habitant, alors que l'Allemagne en consomme environ 6,1 tonnes par habitant. L'origine de la consommation d'énergie provient à 31,3 % du pétrole, à 28,5 % du gaz naturel, à 26,6 % de l'énergie nucléaire à 8,5 % du bois et à 2,1 % de l'hydroélectricité.
La production électrique s'élève à 12 TWh, en 2007, alors que la consommation ne s'élève qu'à 9,6 TWh, l'excédent étant exporté. l'électricité lituanienne est produite à 77,7 % à partir d'énergie nucléaire, à 16,5 % à partir de sources fossiles et à 5,7 % à partir de l'hydroélectricité. Cependant l'unique centrale nucléaire du pays, la centrale nucléaire d'Ignalina, construite entre 1977 et 1985, a été arrêtée le 31 décembre 2009.
La production pétrolière s'élève en 2001 à 4 594 bbl/j, alors que la consommation est nettement plus élevée avec 72 000 bbl/j.
Le pays ne produit pas de gaz naturel, alors que la consommation s'élève, toujours en 2001 à 2,76 milliards de mètres cubes.

### Industrie

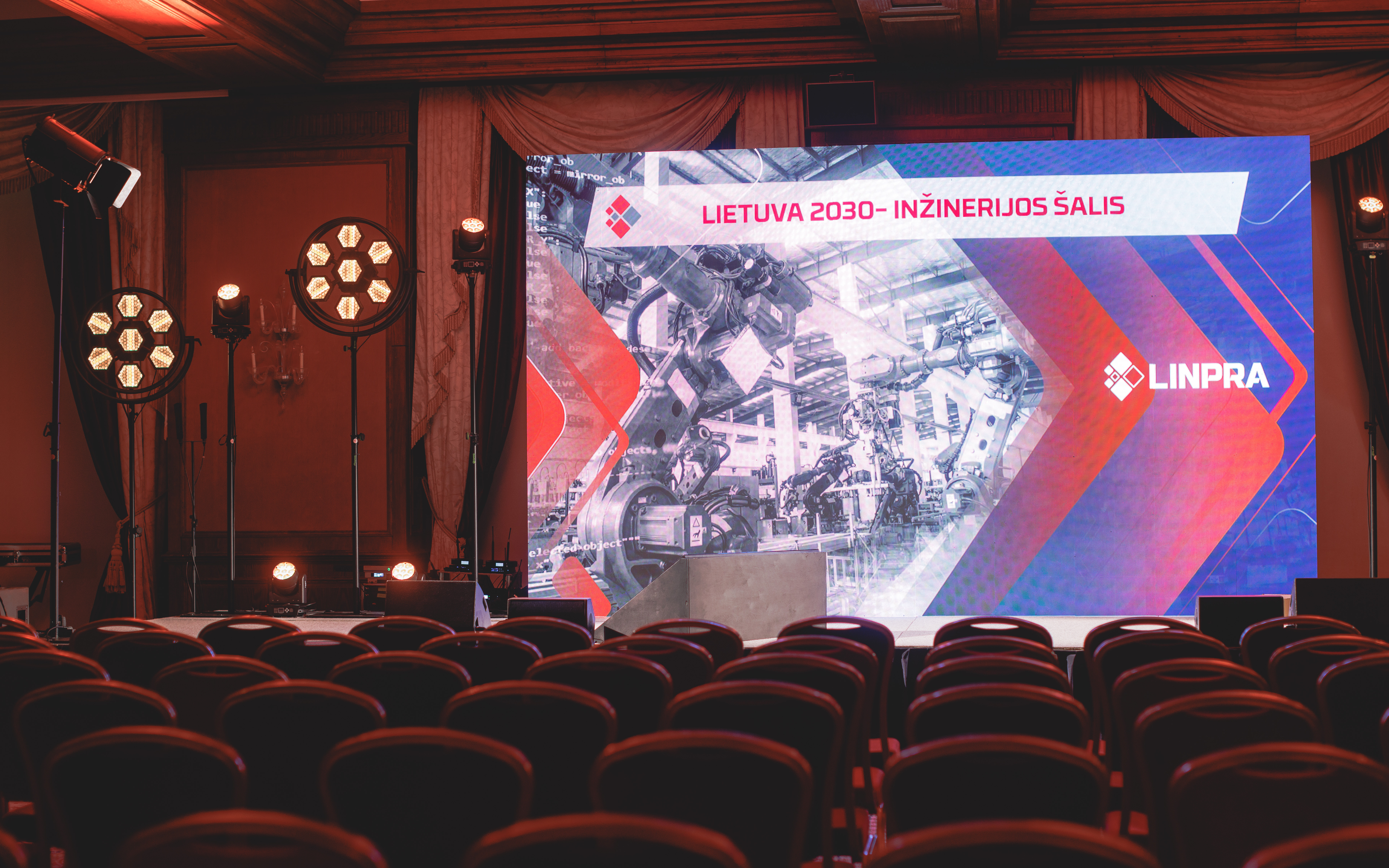
Linpra - la plus grande association de sociétés d'ingénierie et de fabrication dans les États baltes

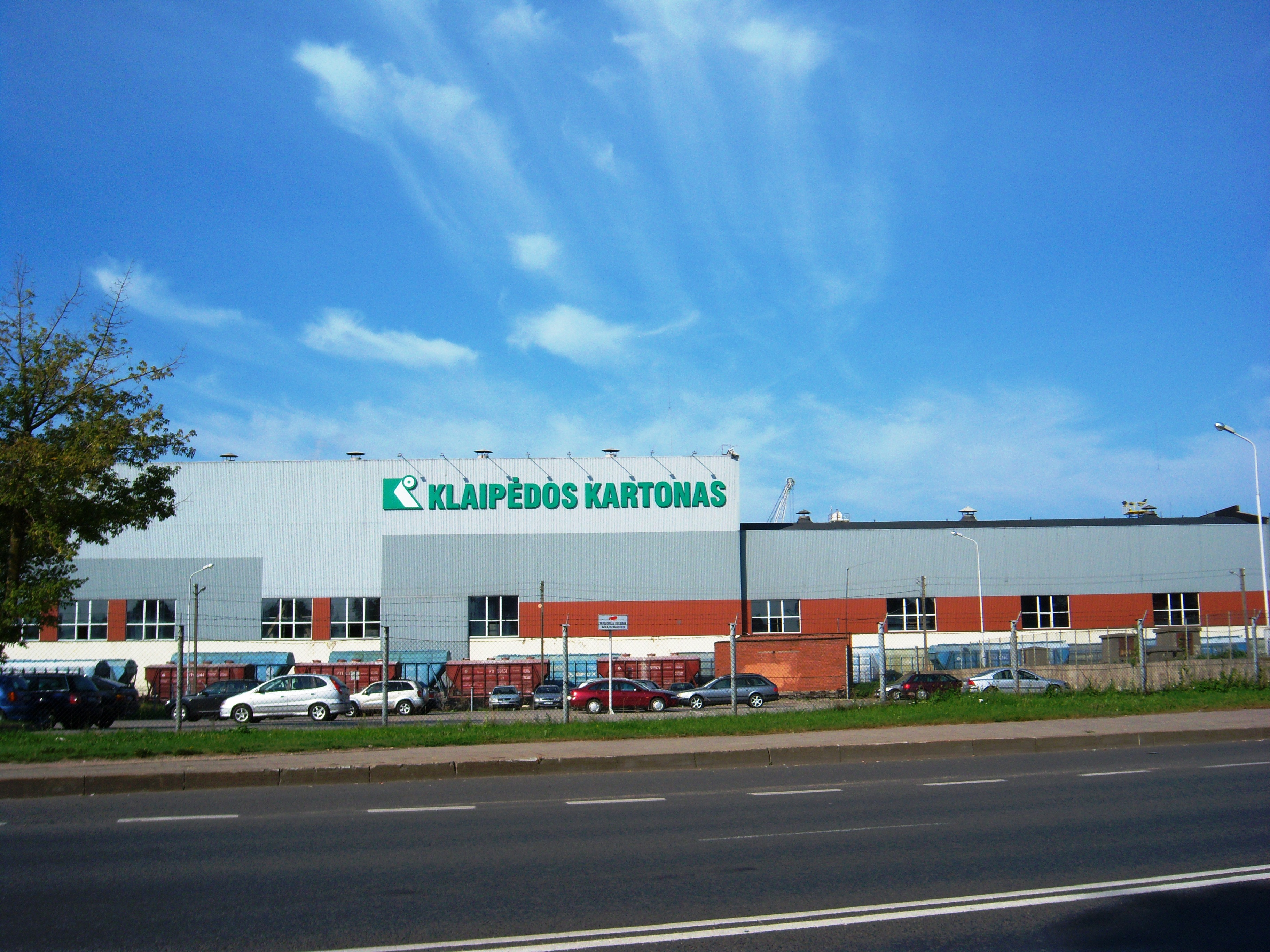
Cartonnerie de Klaipėda en août 2013.

Les principales productions de l'industrie lituanienne sont les machines-outils, les moteurs électriques, les télévisions, les réfrigérateurs et les congélateurs, le raffinage pétrolier, la construction navale de petit tonnage, l'ébénisterie, le textile, l'industrie alimentaire, la production de fertilisants et de machines agricoles, l'optique, les composants électroniques, les calculateurs et l'ambre. Le taux de croissance industrielle est de 12 % en 2004.
Les deux principales industries traditionnelles, l'industrie agro-alimentaire et l'industrie textile ont vu leur importance diminuer. Alors que l'industrie alimentaire s'est stabilisée ces dernières années, l'industrie textile a perdu depuis 2001, rapidement en importance, passant de 57 000 emplois en 2003 à 15 000 en 2006, malgré une montée en gamme. L'industrie du cuir est passée, depuis 1995, de 8 000 emplois, à 1 600 en 2006.

### Transport

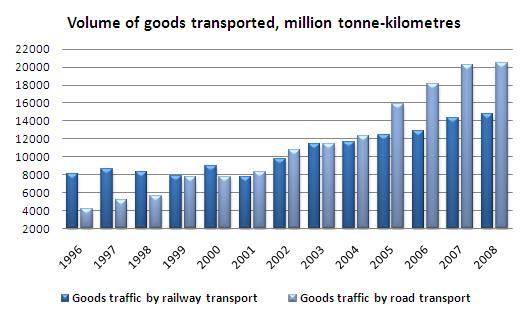
Volume de fret transporté par rail et par route de 1996 à 2008.

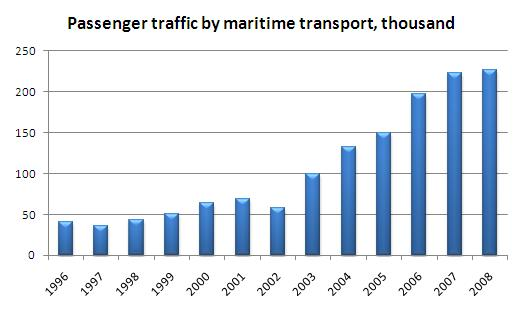
Volume du trafic passager maritime entre 1996 et 2008.

L'infrastructure de transports héritée de la période soviétique est convenable et a pu être en général bien entretenue depuis l'indépendance. Klaipėda est le seul port de mer hors glaces, avec des services de ferries vers des ports allemands, suédois et danois. Il traite ainsi 30 millions de tonnes de marchandises chaque année, alors que son trafic passagers a été multiplié par quatre depuis 2002.
Il y a quelques aéroports commerciaux avec des lignes régulières, à Vilnius, Kaunas et Klaipėda. Le réseau routier est bon. Les postes douaniers à la frontière polonaise ont été substantiellement améliorés grâce à des fonds de l'Union européenne, avant l'adoption des accords de Schengen par la Pologne et la Lituanie.
Le secteur des transports, du stockage et de la communication a représenté 12,1 % du PIB, contre 9,1 % en 1996, avec une croissance importante des trafics ferroviaire mais surtout routiers, qui a quintuplé depuis 1996. La longueur totale du réseau routier est de plus de 80 000 km, dont 90 % est asphalté. Le chemin de fer transporte quant à lui environ 50 millions de tonnes de fret et 7 millions de passagers par an. Le rail représente ainsi 44 % du trafic de fret.

### Commerce
En 2003, la commerce en gros et au détail a créé une valeur ajoutée de 2,6 milliards €, soit 17,8 % de PIB, soit une augmentation de 10 % par rapport à 2002.

### Secteur bancaire

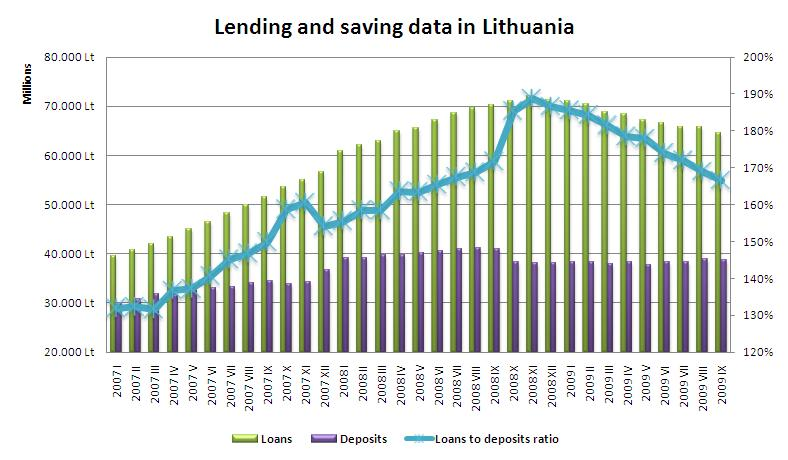
Dépôts et crédits de 2007 à 2009.

En 2010, il y avait 9 banques titulaires d'une licence de la banque centrale lituanienne et de huit succursales de banques étrangères, qui appartiennent la plupart du temps à des banques scandinaves ou allemandes. Les principales banques en Lituanie sont ainsi : Swedbank, Nordea, SEB, Nord/LB, HypoVereinsbank. Le secteur financier a connu une croissance important durant la décennie 2000.
En 2009, les actifs bancaires se sont établis à 26 milliards d'euros soit 80,8 % du PIB, dont 20,7 milliards d'euros était des prêts, soit 64 % du PIB. La croissance des dépôts n'a pas été aussi rapide que celle des prêts. À la fin de 2008, le total des crédits a été presque deux fois plus grand que l'ensemble des dépôts. Ce qui démontre une forte dépendance aux financements extérieurs. Cependant depuis le début 2009, on constate un recul du montant du crédit.

### Tourisme

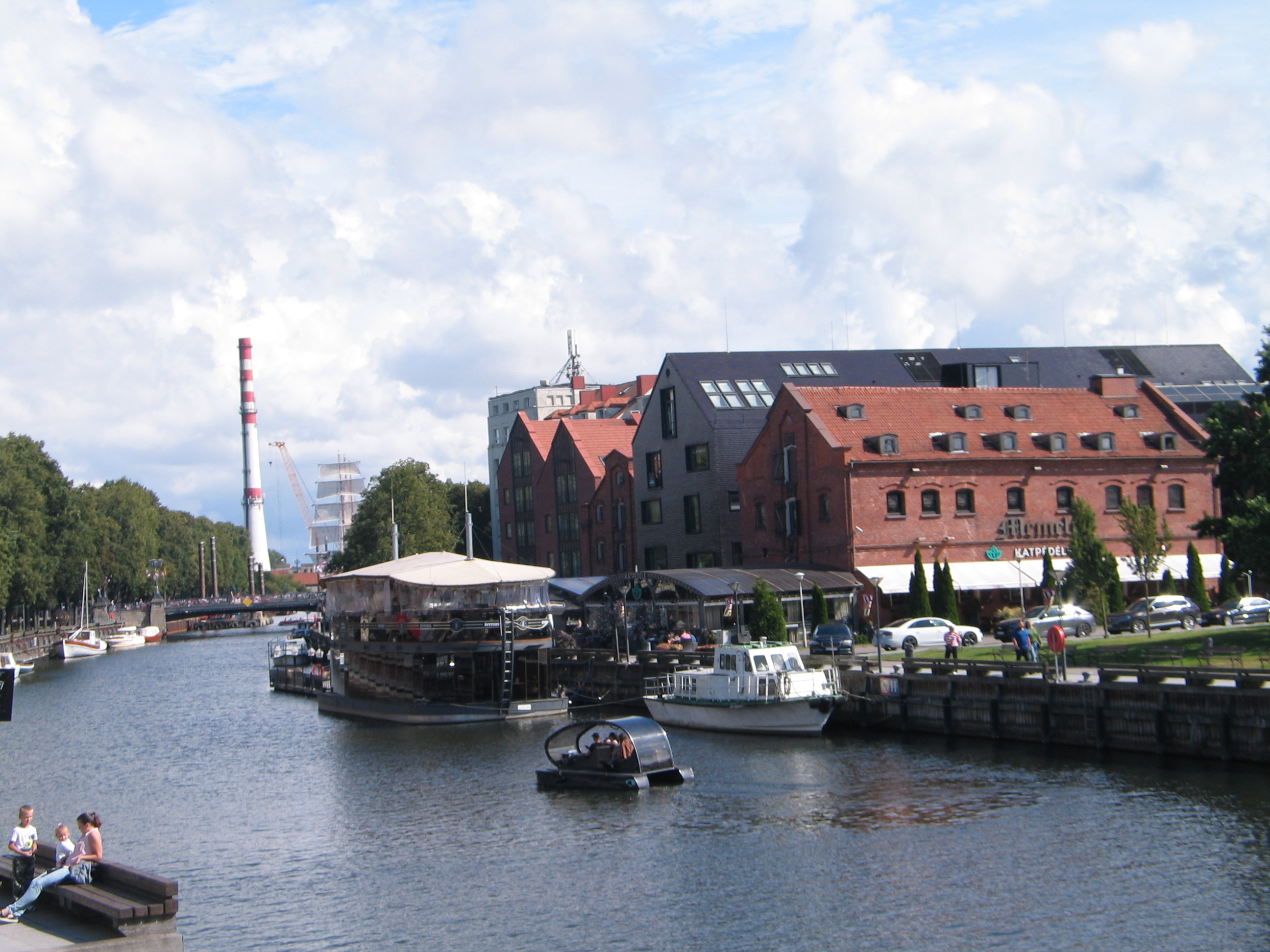
Port de plaisance de Klaipėda en août 2020.

Le tourisme est un secteur de plus en plus important pour l'économie lituanienne. Il a constitué près de 3 % du PIB de 2008. Le secteur du tourisme a employé, en 1995, 19 000 personnes, 25 000 personnes en 2002 et 36 000 personnes en 2006. La Lituanie reçoit plus de 2,2 millions de touristes étrangers par an. Ces flux touristiques proviennent avant tout des pays voisins :
Pologne, Russie, Lettonie et Biélorussie mais d'importants flux touristique arrivent aussi de l'Allemagne, du Royaume-Uni, de la Finlande et de l'Italie.

## Sources

### Traduction
- (en) Cet article est partiellement ou en totalité issu de l’article de Wikipédia en anglais intitulé « Economy of Lithuania » (voir la liste des auteurs).

- (de) Cet article est partiellement ou en totalité issu de l’article de Wikipédia en allemand intitulé « Wirtschaft Litauens » (voir la liste des auteurs).